# Робер-Маньї
Робе́р-Маньї́ (фр. Robert-Magny-Laneuville-à-Rémy) — колишній муніципалітет у Франції, у регіоні Гранд-Ест, департамент Верхня Марна. Населення — 261 осіб (2011). 1 січня 2012 року від муніципалітету від'єднався Ланевіль-а-Ремі, відбулася зміна назви (стара назва Робер-Маньї-Ланевіль-а-Ремі).
Муніципалітет був розташований на відстані близько 190 км на схід від Парижа, 70 км на південний схід від Шалон-ан-Шампань, 45 км на північний захід від Шомона.

## Історія
До 2015 року муніципалітет перебував у складі регіону Шампань-Арденни. Від 1 січня 2016 року належав до нового об'єднаного регіону Гранд-Ест.
1 січня 2016 року Робер-Маньї і Монтьєр-ан-Дер було об'єднано в новий муніципалітет Ла-Порт-дю-Дер.

## Демографія
Динаміка населення (INSEE ):
Розподіл населення за віком та статтю (2006):
| Стать | Всього | До 15 років | 15-24 | 25-44 | 45-64 | 65-85 | Понад 85 |
| --- | ------ | ----------- | ----- | ----- | ----- | ----- | -------- |
| Чоловіки | 130    | 24          | 0     | 47    | 47    | 12    | 0        |
| Жінки | 163    | 49          | 12    | 39    | 35    | 28    | 0        |
| \| Статево-вікова піраміда \| Статево-вікова піраміда \| Статево-вікова піраміда \| \| ----------------------- \| ----------------------- \| ----------------------- \| \| Чоловіки \| Вік \| Жінки \| \| 0 \| 85 + \| 0 \| \| 0 \| 80-84 \| 4 \| \| 4 \| 75-79 \| 4 \| \| 8 \| 70-74 \| 8 \| \| 0 \| 65-69 \| 12 \| \| 15 \| 60-64 \| 4 \| \| 12 \| 55-59 \| 19 \| \| 8 \| 50-54 \| 0 \| \| 12 \| 45-49 \| 12 \| \| 12 \| 40-44 \| 8 \| \| 15 \| 35-39 \| 27 \| \| 8 \| 30-34 \| 4 \| \| 12 \| 25-29 \| 0 \| \| 0 \| 20-24 \| 8 \| \| 0 \| 15-20 \| 4 \| \| 4 \| 10-14 \| 19 \| \| 12 \| 5-9 \| 15 \| \| 8 \| 0-4 \| 15 \| |        |             |       |       |       |       |          |
| Статево-вікова піраміда |        |             |       |       |       |       |          |
| Чоловіки | Вік    | Жінки       |       |       |       |       |          |
| 0 | 85 +   | 0           |       |       |       |       |          |
| 0 | 80-84  | 4           |       |       |       |       |          |
| 4 | 75-79  | 4           |       |       |       |       |          |
| 8 | 70-74  | 8           |       |       |       |       |          |
| 0 | 65-69  | 12          |       |       |       |       |          |
| 15 | 60-64  | 4           |       |       |       |       |          |
| 12 | 55-59  | 19          |       |       |       |       |          |
| 8 | 50-54  | 0           |       |       |       |       |          |
| 12 | 45-49  | 12          |       |       |       |       |          |
| 12 | 40-44  | 8           |       |       |       |       |          |
| 15 | 35-39  | 27          |       |       |       |       |          |
| 8 | 30-34  | 4           |       |       |       |       |          |
| 12 | 25-29  | 0           |       |       |       |       |          |
| 0 | 20-24  | 8           |       |       |       |       |          |
| 0 | 15-20  | 4           |       |       |       |       |          |
| 4 | 10-14  | 19          |       |       |       |       |          |
| 12 | 5-9    | 15          |       |       |       |       |          |
| 8 | 0-4    | 15          |       |       |       |       |          |

## Економіка
2010 року серед 150 осіб працездатного віку (15—64 років) 100 були активними, 50 — неактивними (показник активності 66,7%, у 1999 році було 70,7%). З 100 активних мешканців працювало 95 осіб (56 чоловіків та 39 жінок), безробітними було 5 (3 чоловіки та 2 жінки). Серед 50 неактивних 8 осіб було учнями чи студентами, 22 — пенсіонерами, 20 були неактивними з інших причин.

У 2010 році в муніципалітеті числилось 133 оподатковані домогосподарства, у яких проживали 346,0 особи, медіана доходів виносила 16 719 євро на одного особоспоживача